# Association d'Hospitalisation Canassurance
L'Association d'Hospitalisation Canassurance (Croix Bleue Canassurance) est un assureur sans but lucratif  offrant des services en Ontario et au Québec. Croix Bleue Canassurance opère sous les marques de commerce Croix Bleue du Québec et Croix Bleue de l'Ontario. Elle est membre de l'Association canadienne des Croix Bleue.
Croix Bleue Canassurance offre également de l'assistance voyage à travers sa filiale CanAssistance.

## Histoire
L'Association d'Hospitalisation Canassurance fut fondée en 1942 sous le nom d'Association d'Hospitalisation du Québec par un groupe de directeurs d'hôpitaux et de gens du milieu des affaires. L’objectif de ce plan était de favoriser l’accès à des soins de santé plus abordables pour les salariés participant au régime. Plus tard, avec l'implantation d'un système de santé public et l'institution de la Régie de l'assurance maladie du Québec (1969), l'Association d'Hospitalisation du Québec dut modifier ses couvertures pour offrir des solutions individuelles permettant de compléter la couverture publique.
Dès 1970, l'Association d'Hospitalisation du Québec comptait plus d'un million d’adhérents à travers la province. Pour le gouvernement provincial du Québec de l'époque, les régimes d'assurance maladie privée étaient un argument de poids pour contester la création d'un régime national de santé. Selon le premier ministre du Québec, Maurice Duplessis, un régime national unique aurait représenté une intervention du gouvernement fédéral dans un domaine relevant de l'expertise des provinces. Les administrations qui lui succéderont adopteront le même discours, à savoir que les normes nationales ne seraient pas nécessairement en mesure de répondre aux besoins spécifiques à chaque province.
Aujourd'hui, l'Association d'Hospitalisation du Québec est connue sous le nom d'Association d'Hospitalisation Canassurance (Croix Bleue Canassurance) et offre ses services au Québec et en Ontario.

## Initiatives communautaires
En tant qu'assureur à but non lucratif, Croix Bleue Canassurance réinvestit en recherche et développement et dans la communauté en soutenant une variété d'organismes liés à la santé et au mieux-être.

## Filiales
- Corporation financière Canassurance[2]
- Canassurance Compagnie d'Assurance[2]
- CanAssistance Inc.[2]